# Ulrica Schönström
Ulrica Schönström, född Adlersten 1694, död 1757, var en svensk hovfunktionär. 
Hon var dotter till friherre Göran Adlersten och Maria Ehrenberg och gifte sig 1715 med överstelöjtnanten Albrecht Schönström, som dog 1740. Hon efterträdde Hedvig Elisabet Strömfelt som guvernant åt Gustav III och Karl XIII innan hon 1753 blev guvernant – med titeln hovmästarinna – åt Sofia Albertina. Som sådan fick hon ansvar för dennas hov av hovfröken, kammarfru, kammarjungfru och amma. Hon fick mycket god kritik av Lovisa Ulrika som beskrev henne som förtjänstfull och omtänksam: "hon har utomordentliga förtjänster och är mycket mån om mina barn".